# Roger Mortimer (1374-1398)
Roger Mortimer, 4e graaf van March, 6e graaf van Ulster (Usk, 11 april 1374 - County Carlow (Ierland), 20 juli 1398) was een Engelse edelman. Van 1385 tot aan zijn dood was hij als erfgenaam van zijn neef Richard II troonopvolger van de Engelse troon.

## Levensloop
Roger Mortimer werd geboren als de oudste zoon van Edmund Mortimer uit diens huwelijk met gravin Filippa van Ulster, dochter van Lionel van Antwerpen, hertog van Clarence en graaf van Ulster, die op zijn beurt een zoon was van koning Eduard III van Engeland.
Mortimer werd al op jonge leeftijd wees. Zijn vader stierf op 27 december 1381, zijn moeder nog geen twee weken later, op 5 januari 1382. Vervolgens erfde hij verschillende landerijen in Engeland, Wales en Ierland en werd hij graaf van March en Ulster. Via zijn moeder had hij ook sterke aanspraken op de Engelse troon, die in handen was van zijn neef Richard II. Wegens zijn minderjarigheid werd Richard Fitzalan, de graaf van Arundel, in december 1383 aangeduid als zijn regent, maar onder invloed van Johanna van Kent, de moeder van koning Richard II, werd die opdracht in augustus 1384 overgedragen aan Thomas Holland, de tweede graaf van Kent.
In oktober 1385 werd hij door koning Richard II benoemd tot troonopvolger van de Engelse troon. Op 23 april 1390 werd hij door de koning geridderd. Anderhalf jaar eerder, op 7 oktober 1388, huwde hij met Eleonora Holland (1370-1405), de dochter van de graaf van Kent. Nadat Roger Mortimer de Engelse koning had gehuldigd, kreeg hij op 18 juni 1393 zijn landerijen in Ierland officieel toegewezen, op 25 februari 1394 gevolgd door zijn landerijen in Engeland en Wales.
Als volwassene bracht Mortimer veel tijd in Ierland door. Hij was nog maar zeven jaar toen zijn neef Richard II hem op 24 januari 1382 benoemde tot lord lieutenant van Ierland. Zolang hij minderjarig was, werd deze functie waargenomen door zijn oom Thomas Mortimer. Op 23 juli 1392 volgde zijn officiële benoeming door de Engelse koning, die in september 1394 en in april 1397 werd verlengd. In april 1396 benoemde Richard II hem eveneens tot luitenant in Ulster, Connacht en Meath.
Hoewel hij koninklijk luitenant was, had hij weinig gezag over de inheemse Ierse leiders. Op 20 juli 1398 werd Mortimer op amper 24-jarige leeftijd gedood in een hinderlaag vlak bij Kells. Hij werd bijgezet in de Abdij van Wigmore.

## Nakomelingen
Roger Mortimer en zijn echtgenote Eleonora Holland kregen vier kinderen:
- Anne (1388-1411), huwde in 1408 met Richard van Conisburgh, graaf van Cambridge
- Edmund (1391-1425), graaf van March en Ulster
- Roger (1393-1413)
- Eleonora (1395-1422), huwde in 1409 met Edward de Courtenay en daarna met John Harpeden